# Untethered Moon
Untethered Moon è l'ottavo album in studio del gruppo indie rock statunitense Built to Spill, pubblicato su vinile per il Record Store il 18 aprile 2015 e su CD e formato digitale il 21 aprile.
È il primo album della band in quasi 6 anni, dal 2009 There Is No Enemy, rendendolo il ritardo più lungo della band tra album in studio. Martsch ha spiegato:
"Nel 2012, ero un po "stanco della mia capacità di fare nuova musica. In realtà ho registrato un album quell'anno, e poi siamo andati in tour. La sezione ritmica è davvero buona per ricominciare da capo."
È il primo album con Steve Gere (batteria) e Jason Albertini (basso), che sostituiscono rispettivamente Scott Plouf e Brett Nelson.
L'album è stato annunciato il 5 febbraio 2015 insieme a un programma del tour che inizierà a marzo. Il brano Living Zoo è stato pubblicato tramite SoundCloud il 24 febbraio. Il video musicale ufficiale di Living Zoo è stato presentato in anteprima il 25 marzo a Noisey.
L'album ha ricevuto elogi, con i critici e i fan che hanno notato un'energia rinnovata all'interno della band, così come l'impressionante lavoro di chitarra di Doug Marstch. Su Metacritic, che assegna una valutazione media ponderata di 100 alle recensioni dei critici, Untethered Moon ha ricevuto un punteggio medio di 76, basato su 18 recensioni, indicando "recensioni generalmente favorevoli". Cam Lindsay of Exclaim! ha scritto che Untethered Moon è "probabilmente l'album di Built to Spill più divertente dal momento cruciale del 1999, con l'album "Keep It Like A Secret"," citando "la regia di queste canzoni che mancavano da alcuni album".

## Tracce
1. All Our Songs – 6:15
2. Living Zoo – 4:22
3. On the Way – 4:25
4. Some Other Song – 4:26
5. Never Be the Same – 3:15
6. C.R.E.B. – 4:21
7. Another Day – 3:10
8. Horizon to Cliff – 2:44
9. So – 4:28
10. When I'm Blind – 8:23